# شوهر تصادفی
شوهر تصادفی (به انگلیسی: The Accidental Husband) فیلمی محصول سال ۲۰۰۸ و به کارگردانی گریفین دان است. در این فیلم بازیگرانی همچون اوما تورمن، جفری دین مورگان، کالین فرث، ایزابلا روسلینی، سام شپارد، کیر دولی، کریستینا کلیبه، لیندسی اسلون، جاستینا ماچادو، ساریتا چودری، بروک آدامز و مایکل ماسلی ایفای نقش کرده‌اند.